# Seychelle-papagáj
A Seychelle-papagáj (Palaeornis wardi) a madarak (Aves) osztályának a papagájalakúak (Psittaciformes) rendjébe, ezen belül a szakállaspapagáj-félék (Psittaculidae) családjába tartozó faj. Sorolják a Psittacula nembe Psittacula wardi néven is.
A faj tudományos nevét Swinburne Wardról kapta, aki 1862 és 1868 között volt a Seychelle-szigetek brit kormányzója.

## Előfordulása
A faj kizárólag a Seychelle-szigetekhez tartozó szigeteken élt. Előfordult Mahé, Silhouette  és valószínűleg Praslin szigetén is.

## Megjelenése
41 cm hosszúra nőtt, farka 23 centiméteres, míg szárnyfesztávolsága 40 centiméter volt.
Tollazata sötét- és világoszöld volt. Tarkóját és nyakát kékes tollak borították. Torkán egy fekete szalag volt látható.
Szárnyain a nagy fedőtollak narancssárgák vagy pirosak voltak.
A faj összességében nagyon hasonlított a közeli rokon kis sándorpapagájra (Alexandrinus krameri), csak kisebb testű volt, és csőre jóval erősebb.
További elkülönítő bélyegek a bíborvörös válltollak és az örvös sándorpapagájra jellemző kékes nyakszalag hiánya.

## Kihalása
A fajt már 1867-es tudományos leírásakor is igen ritka madárként jellemezte Edward Newton. 1880 márciusa és 1881  júniusa között gyűjtötte be az utolsó három vadon észlelet egyedet (két tojót és egy fiatal hímet) H. M. Warry madárgyűjtő. A legutolsó ismert egyed 1883-ban hullott el Silhouette szigetén, mely korábban hosszú ideig mint kalitkamadár élt ott.
Michael John Nicoll brit ornitológus 1906-ban járt a Seychelle-szigeteken és kifejezetten e madár után is kutatott, de már nem talált élő egyedet.
Kihalását a vadászat és élőhelyének elvesztése okozhatta. A faj eredeti élőhelyéül szolgáló erdők javát kivágták, hogy azok helyén kókuszültetvényeket hozzanak létre.
A fajnak összesen 10 múzeumi példánya maradt fenn.